# أنبوب بركاني

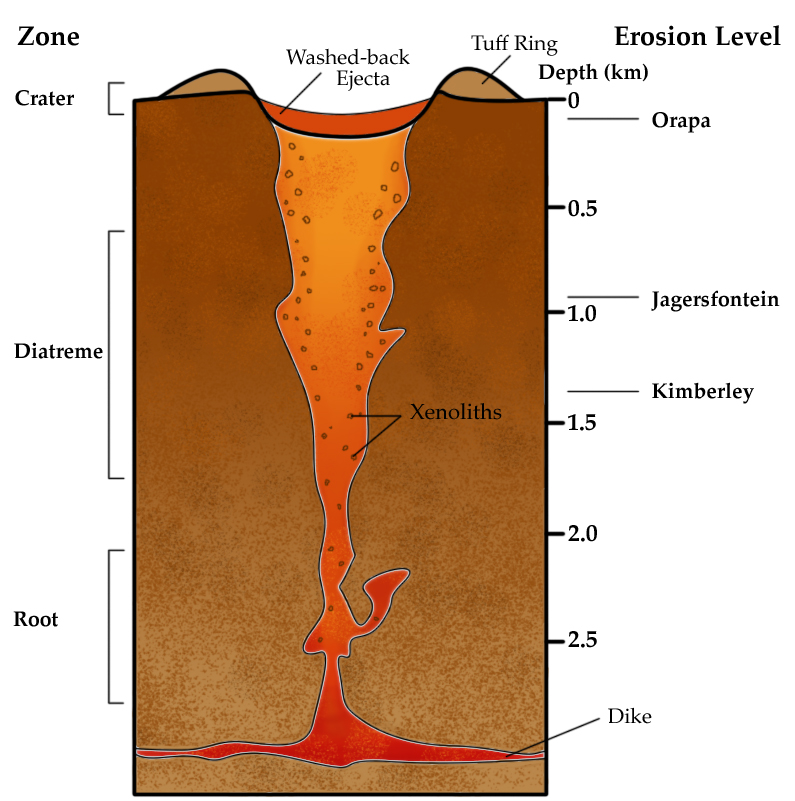
أنبوب بركاني

الأنابيب البركانية هي تشكيلات جيولوجية تحت أرضية تتشكل نتيجة حدوث هيجانات أسرع من الصوت من براكين عميقة. تتألف هذه الأنابيب البركانية من مخروط عميق وضيق من الصهارة الأرضية (الماغما) المتصلبة، وهي نادرة الوجود على العموم، وتعرف بأنها أحد المكامن الأساسية للألماس.
غالباً ما تكون الأنابيب البركانية مؤلفة من نوع واحد أو اثنين من الأنواع الصخرية مثل الكمبرليت واللامبرويت. تعكس أنواع هذه الصخور تركيب مصادر الصهارة الأرضية العميقة، حيث أن لب الأرض غني بفلز المغنسيوم.

## اقرأ أيضاً
- أنبوب الحمم